# 물 이야기 (1958년 영화)
《물 이야기》(Une histoire D'Eau, A Story Of Water)는 프랑스에서 제작된 프랑소와 트뤼포 감독의 1958년 영화이다. 장 클로드 브리알리 등이 주연으로 출연하였고 피에르 보롱베르제 등이 제작에 참여하였다. 1961년 최초 개봉되었다. 이 영화는 이틀 간 촬영되었다.

## 출연

### 주연
- 장 클로드 브리알리
- 장 뤽 고다르